# Sakazuki Iwa
Sakazuki Iwa är en kulle i Antarktis. Den ligger i Östantarktis. Norge gör anspråk på området. Toppen på Sakazuki Iwa är 88 meter över havet.
Terrängen runt Sakazuki Iwa är huvudsakligen kuperad, men västerut är den platt. Havet är nära Sakazuki Iwa åt nordväst. Trakten är obefolkad. Det finns inga samhällen i närheten.